# Zsíros-hegyi turistaház
A Zsíros-hegyi turistaház egykori turistaház a Budai-hegységben, Nagykovácsi és Solymár között (közigazgatásilag utóbbi területén), 420 méterrel a tengerszint felett. Ma már csak romjai találhatók meg. Tőle északra, a Zsíros-hegy csúcsán maradékából emlékművet emeltek Kauzál Istvánnak, a ház felépítését felkaroló asztaltársaság elnökének.

## Történelem
Az akkor még kopár Zsíros-hegyen 1928-ban építette fel a turistaházat a Magyar Turista Egyesület Péntekiek Asztala nevű csoportja, és az év decemberében nyitották meg. A ház mintegy 40 férőhellyel, valamint két étteremmel rendelkezett. Nevét hivatalosan a felépítésében kulcsszerepet játszó Fritsch Vencelről kapta, de általában Péntekiek menedékháza néven ismerték.
A ház elkészültét követően az MTE külön szobát bocsátott a Magyar Barlangkutató Társulat rendelkezésére a közeli Solymári-ördöglyuk barlang feltárása érdekében, akik így öltözőhelyiséghez és ruháik, felszereléseik, műszereik, szerszámaik számára raktárhoz jutottak. Miután a barlang bejáratát 1929-ben lezárták, innen lehetett felvenni a kulcsot és akár felszerelést is kölcsönözni.
1935-ben átalakították, 1936-ban melléképülettel (cserkészotthonnal) bővítették ki.
A turistaházat a II. világháború után államosították. 1986-ig működött. Azóta nagy részét építőanyagként széthordták, ma csak romjai láthatók.

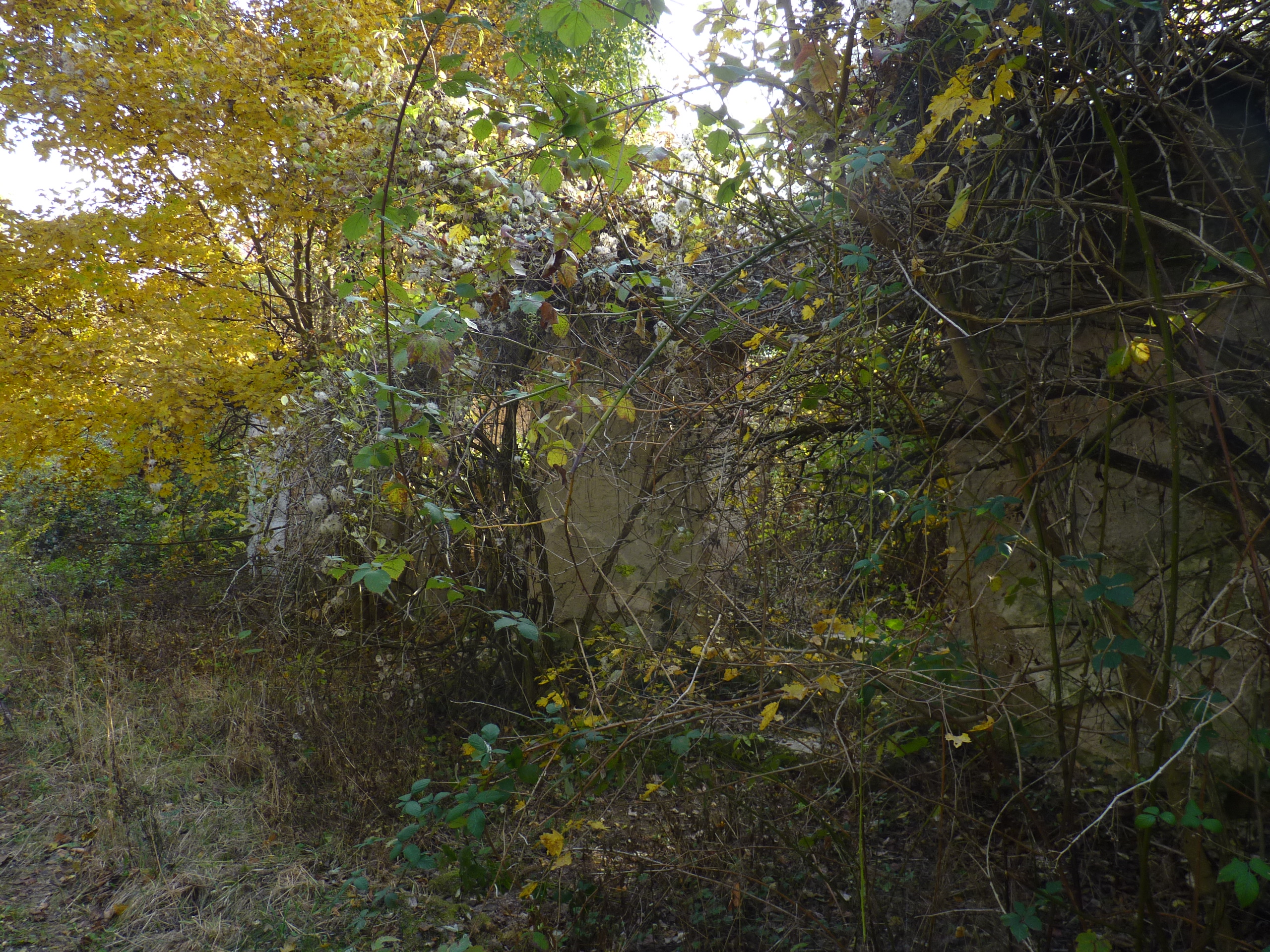
A Zsíros-hegyi turistaház romjai